# Dactyladenia jongkindii
Dactyladenia jongkindii là một loài thực vật có hoa trong họ Cám. Loài này được Breteler mô tả khoa học đầu tiên năm 2000.